# Battaglia di Saint-Pierre
La battaglia di Saint-Pierre fu uno scontro militare avvenuto il 25 marzo 1776, vicino al villaggio di Saint-Pierre, a sud della città di Québec, nella provincia coloniale britannica del Québec. Questo scontro, avvenuto durante l'assedio di Québec nella battaglia di Québec, avvenne principalmente tra miliziani di entrambi gli schieramenti. La milizia americana vinse uccidendo tre lealisti e catturandone circa trenta.

## Antefatti
All'inizio della guerra d'indipendenza americana, il Secondo Congresso Continentale aveva invitato i cittadini della Provincia del Québec ad unirsi alla sua causa, inizialmente tramite lettere, poi invadendo la regione all'ora al comando del generale e governatore britannico Guy Carleton. L'invasione ebbe il suo apice il 31 dicembre 1775, quando l'Esercito continentale al comando del generale Richard Montgomery venne sconfitto nella battaglia di Québec. Questo scontro terminò con la morte di Montgomery e con la cattura di 400 uomini da parte degli inglesi.
In seguito alla sconfitta, i ribelli, ora al comando di Benedict Arnold, misero sotto assedio la città. Nel frattempo si adoperarono per reclutare dei canadesi francofoni per supportare il movimento regionale a favore dell'indipendenza; dal canto loro anche Carleton e i suoi uomini reclutarono i canadesi leali alla Corona britannica.

## Reclutamento della milizia lealista
All'alba del 14 marzo 1776, Jean-Baptiste Chasson, un mugnaio di Saint-Vallier, attraverso il San Lorenzo con una canoa e raggiunse la città di Québec. L'uomo portò notizie al generale Carleton di un gruppo di americani che stavano posizionando una batteria di cannoni a Pointe-Lévis, sulla sponda meridionale del fiume. Da lì, l'artiglieria avrebbe potuto colpire la baia della città e le navi lungo il fiume. Chasson riferì inoltre che la popolazione a sud della città era pronta ad aizzarsi contro gli americani.
Carleton diede istruzioni a Chasson di consegnare a Louis Liénard de Beaujeu la terra dell'Isle-aux-Grues, un'isola nel fiume, ed affidare al suo comando un uomo con esperienza militare nella guerra franco-indiana. Le istruzioni comprendevano le comunicazioni di Arnold intercettate che descrivevano le difficili condizioni dell'assedio e l'amnistia verso coloro che inizialmente avevano supportato gli americani mentre ora preferivano patteggiare per i britannici. Beaujeu, a cui era stato precedentemente chiesto di reclutare la milizia per aiutare i britannici, si organizzò per radunare un'unità ed attaccare la batteria di cannoni a Pointe-Lévis. Il 23 marzo, quest'unità comprendeva più di 100 uomini ed era situata presso Sainte-Anne-de-la-Pocatière. Quando l'unità raggiunse Saint-Thomas, nella notte del 24 marzo, fu raggiunta da altri 70 uomini. Furono quindi inviati 46 uomini in avanscoperta fino a Saint-Pierre, sotto il comando di Couillard e di Gaspé, dove organizzarono una base nell'abitazione di Michel Blais, un lealista ed ex-comandante della milizia locale.

## Avvertimenti agli americani
Gli abitanti di Beaumont, favorevoli agli americani, fecero sapere al comandante a Pointe-Lévis dell'attività inglese di reclutamento. In risposta, il generale Arnold inviò un distaccamento di 80 uomini, al comando di John Dubois, per occuparsi della situazione. Pierre Ayotte e Clément Gosselin, due reclutatori, radunarono circa 150 uomini che si unirono alle file americane. Questi uomini avanzarono lungo la sponda meridionale per verificare che le informazioni ricevute fossero corrette, attraversando alcuni dei villaggi in cui Beajeu aveva reclutato degli uomini. Un piccolo gruppo di miliziani di Beaumont giunsero a Saint-Michel ed arrestarono Chasson, il quale stava pianificando di tornare in città.

## Battaglia

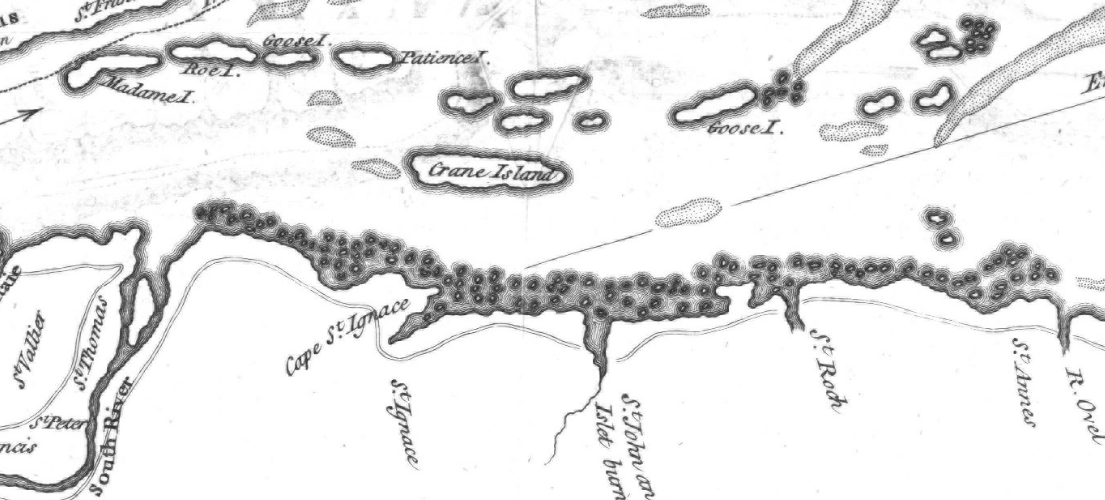
Dettaglio di una mappa del 1772, in cui si possono vedere Crane Island (Île-aux-Grues), St. Anne's (Sainte-Anne-de-la-Pocatiere), St. Thomas e St. Peters (Saint-Pierre)

L'avanguardia dei lealisti fu colta di sorpresa dall'arrivo dei ribelli a Saint-Pierre, barricandosi in una casa, dove furono attaccati dagli uomini di Dubois con moschetti e cannoni. Nonostante alcuni fuggirono, la maggior parte si arrese e tre rimasero uccisi. Poiché gli uomini di entrambi gli schieramenti furono reclutati negli stessi villaggi, si dice che alcuni membri della stessa famiglia si ritrovarono a combattersi sul campo di battaglia.

## Conclusione
Beaujeu, scoperti i suoi piani, sciolse la milizia e si nascose ad Île-aux-Grues. Dopo l'azione, furono rilasciati alcuni dei prigionieri con la loro promessa di non prendere le armi di nuovo. I restanti ventuno prigionieri furono inviati al campo americano fuori Québec.
La schermaglia in sé non ebbe effetti concreti nelle relazioni tra la popolazione e gli occupanti che erano già deteriorate dall'andamento dell'assedio. Ciò era dovuto in parte al fatto che gli americani, invece di pagare i rifornimenti in contanti, pagarono con carta moneta o cambiali continentali, considerati di poco valore dalla gente del posto.